# Slamsköldpaddor
Slamsköldpaddor (Kinosternidae) är en familj av små eller medelstora sköldpaddor som oftast lever i sötvatten.

## Utseende
Skölden på buken består av två delar och täcker bara ett mindre område av kroppen. Sköldens ovansida är oftast len och flack eller har tre långsträckta förhöjningar. Huden på huvudet och extremiteterna är mjuk. Mellan tårna finns simhud. Kroppslängden ligger mellan 12 och 40 cm. Hos en art, Claudius angustatus, är huvudet för stort för att gömma det i skölden.

## Utbredning
Underfamiljen Kinosterninae förekommer i östra Nordamerika, Centralamerika och norra Sydamerika fram till Amazonfloden. Underfamiljen Staurotypinae lever i Centralamerika i floder som mynnar i Stilla havet, i Mexikanska golfen och på karibiska öar.

## Levnadssätt
Dessa djur lever på vattendragens botten och förflyttar sig huvudsakligen löpande. Deras simförmåga är dålig. Födan utgörs av mindre djur och as.

## Fortplantning
Slamsköldpaddor lägger bara få ägg som ofta göms i gamla växter eller trä.

## Taxonomi
Släkten enligt The Reptile Databas:
- Claudius, en art
- Kinosternon, 18 arter
- Staurotypus, 2 arter
- Sternotherus, 4 arter